# Алеко (хижа)
Вижте пояснителната страница за други значения на Алеко.
„Алеко“ е туристическа хижа, намираща се в местността Масловица на Витоша, в североизточното подножие на връх Малък Резен. Това е първата хижа на Витоша – построена в първоначалния си вид в периода 1924 – 1932 г.
Строена е с труда и средствата на много туристи и скиори – ентусиасти, последователи на Алеко Константинов – родоначалника на туристическото движение в България. Собственост е на туристическо дружество „Алеко Константинов“ – клон на Българския туристически съюз (БТС) и от 2000 г. се стопанисва от Спортно-туристическо дружество „Мотен". Представлява масивна триетажна сграда с капацитет 88 места (апартаменти, стаи с по 2 до 8 легла както и няколко общи спални помещения). Санитарните възли и умивални са етажни, а банята е обща за цялата сграда. Хижата е електрифицирана, водоснабдена и с централно отопление. В нея има голям ресторант, кафене, магазин за спортно-туристически стоки, както и ски-гардероб.
Районът около хижата е обособен като ски-център, разполагащ с 4 ски-влека, 2 седалкови лифта и няколко писти с различна трудност. Базата на Планинска спасителна служба (ПСС) за район Витоша се намира зад хижата, в отделна масивна сграда. До ски центъра се достига по 15 km павирано шосе от квартал Драгалевци в София, по което се движи автобус №66, както и с кабинковата въжена линия „Симеоново – Алеко“. Виртуална разходка от ски път „Лалето“ към хижа „Алеко“ може да видите тук.

## Съседни туристически обекти
- връх Черни връх – 1,5 – 2 часа пеш по маркирана пътека;
- хижа „Академик“ – 2 часа пеш по маркирана пътека;
- местност „Златни мостове“ – 3,5 часа пеш по маркирани пътеки, като се минава край десетки хижи.
- с. Железница – 4 часа пеш по маркирана пътека;
- с. Бистрица – 3 часа пеш по маркирана пътека;
- кв. Драгалевци, кв. Симеоново – 2 часа пеш по маркирани пътеки